# Manuela Dalla Valle
Manuela Dalla Valle (Como, Italia, 20 de enero de 1963) es una nadadora retirada especializada en pruebas de estilo braza. Fue subcampeona de Europa en 100 metros braza durante Campeonato Europeo de Natación de 1987.
Participó en cuatro Juegos Olímpicos consecutivos en los años 1984, 1988, 1992 y 1996.

## Palmarés internacional
| Campeonato Europeo de Natación | Campeonato Europeo de Natación | Campeonato Europeo de Natación | Campeonato Europeo de Natación |
| Año                            | Lugar                          | Medalla                        | Prueba                         |
| ------------------------------ | ------------------------------ | ------------------------------ | ------------------------------ |
| 1987                           | Estrasburgo ( Francia)         | Medalla de plata               | 4x100 m estilos                |
| 1987                           | Estrasburgo ( Francia)         | Medalla de plata               | 100 m braza                    |
| 1989                           | Bonn ( Alemania Occidental)    | Medalla de plata               | 4x100 m estilos                |
| 1989                           | Bonn ( Alemania Occidental)    | Medalla de bronce              | 100 m braza                    |